# Kętrzyno (przystanek kolejowy)
Kętrzyno – nieczynny przystanek kolejowy w Kętrzynie.

## Położenie
Przystanek znajduje się w północnej części Kętrzyna.

## Historia

### 1905-1945
Kolej dotarła do Kętrzyna w 1905 roku, kiedy linię kolejową łączącą Pruszcz Gdański z Kartuzami przedłużono do Lęborka.
W latach 1920–39 Stacja w Kętrzynie była stacją graniczną po stronie Polskiej.

### po 1989
W Sieciowym Rozkładzie Jazdy Pociągów 1996/1997 przez Kętrzyno przejeżdżało 6 par pociągów, jednakże już odcinek Pruszcz Gdański - Kartuzy był obsługiwany przez Komunikacje Autobusową. Jednakże pod tabelą już wtedy była zapisana uwaga Kursowanie pociągów i autobusów może być zawieszone po uprzednim ogłoszeniu. Ruch został ostatecznie wstrzymany w czerwcu 2000 roku wraz z końcem obowiązywania rozkładu jazdy 1999/2000, w którym przewidziane zostały tylko 2  pary pociągów. W następnym rozkładzie doszło do dziwnej sytuacji, w której tabela została wykreślona od razu a jej numer przejęła dawniejsza tabela 446 Somonino - Kartuzy.

## Linia kolejowa
Przez Kętrzyno przechodzi linia kolejowa nr 229,obecnie linia jest nieprzejezdna. Linia jest niezelektryfikowana, normalnotorowa, jednotorowa.

## Pociągi

### Pociągi osobowe
Pociągi osobowe obecnie nie kursują w ostatnim rozkładzie jazdy z 1999 roku jeździły 2 pary pociągów. W ostatnim rozkładzie jazdy jeździły tędy pociągi relacji Kartuzy-Lębork.

### Ruch towarowy
Ruch pociągów towarowych został wstrzymany w 2005 roku.

## Infrastruktura

### Dworzec
Dworzec w Kętrzynie jest parterowy ma dach wielospadowy, architektura jest dość nietypowa dla dworców kolejowych bardziej przypomina wiejski dworek szlachecki.

### Peron
Peron jest niski, niekryty. Nawierzchnia peronu była pokryta płytami chodnikowymi, lecz jest dość mocno zarośnięta trawą.